# Jiang Shanqing
Pour les articles homonymes, voir Shanqing (homonymie).
Jiang Shanqing (蒋山青 communément appelé Jiang Qishao) est un peintre, calligraphe et écrivain chinois contemporain, né en 1961 dans la ville de Haining, province de Zhejiang (Chine).

## Biographie
Il s'initie aux pratiques picturales et calligraphiques auprès des maîtres Zhang Kebiao, Chen Mingshi. C’est surtout le dessinateur graphiste Qian Juntao (1906-1998) qui, dès 1983, l’initie à la technique de l’encre, au maniement du pinceau et le familiarise avec le papier dans l’héritage de la culture de la Chine, mais également à l’art du découpage proche de l’art populaire, de la typographie et des techniques de l’imprimerie. Jiang Shanqing développe ce travail spécifique autour du caractère et de la lettre avec des moyens limités, une variété de pinceaux adaptés suivant les interventions, une palette restreinte centrée sur les gris.  
Dès la fin des années 1980, il s’illustre dans plusieurs expositions où ses œuvres calligraphiques, ses peintures et ses travaux de découpages sont remarqués.
En 1988, il expose à Cologne (Allemagne) et à San Francisco (États-Unis) (art chinois).
À Pékin, l’artiste travaille dans un grand atelier constitué de plusieurs espaces consacrés respectivement à la lente préparation de la pâte à papier qu’il fabrique lui-même selon la tradition, à la fabrication des encres à partir de pigments naturels, à la gravure de sceaux, à la calligraphie et la pratique de la peinture à l’encre. Depuis 2013, il partage son temps entre Pékin et Paris où il s’est installé également un atelier.
L’année 2014 le révèle au public français, dans le cadre du salon Art Paris Fair au mois de mars, où ses peintures à l’encre sont exposées. Il collabore avec Lydia Harambourg, Yves Kobry et Alin Avila à un ouvrage publié par les éditions Area Descartes & Cie. La revue des ventes aux enchères publiques La Gazette de l'Hôtel Drouot lui consacre plusieurs articles, à l'occasion de la vente d’une dizaine de ses encres sur le marché parisien. Le numéro daté du 30 mai publie un article suivi d’un deuxième dans le numéro du 6 juin consistant en un entretien avec le maître imprimeur Nicolas Draeger. Les deux hommes avaient fait connaissance au Salon du Livre 2013 au stand des Éditions Anthèse où l’artiste avait réalisé devant le public une lithographie imprimée en direct. Sans outils, Jiang Shanqing avait dessiné avec ses doigts, à même la pierre lithographique, un sceau baptisé « Livre libre ».
En 2015, il expose des encres sur papier marouflées sur toile à la galerie Artheme à Paris.